# Storia di Siena

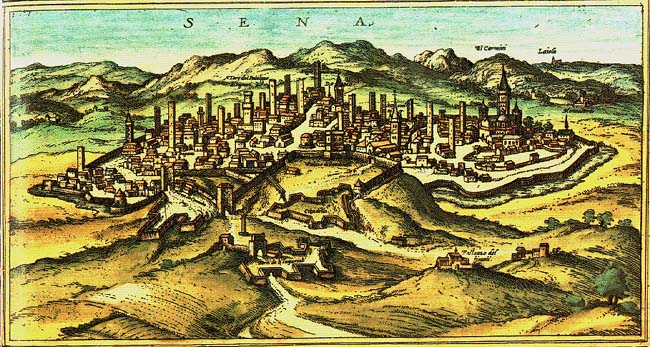
Antica mappa di Siena

La storia di Siena riguarda le vicende storiche relative a Siena, città dell'Italia centrale.

## La fondazione
Numerose sono le ipotesi, più o meno leggendarie, relative alla fondazione dell'urbe senese.
La mitologia cittadina vuole la città fondata da Senio, figlio di Remo, ucciso dal gemello Romolo fondatore di Roma. Senio, col fratello Ascanio (o Aschio), avrebbe infatti lasciato Roma perché perseguitato dallo zio Romolo e, trovando rifugio nella zona di Siena, fondò la nuova città.
Un'altra leggenda la vorrebbe fondata più a sud, in un luogo che oggi si chiama Brenna, da Brenno capo della tribù dei Senoni.
Le evidenze archeologiche relative al periodo più antico della storia senese sono però purtroppo molto limitate. Escludendo piccole testimonianze diffuse sia nel territorio cittadino che in quello circostante, si ritiene - come d'altronde per molte altre città italiane - che le parti più antiche si trovino sotto il centro urbano, la cui continuità abitativa ininterrotta non permette alcun tipo estensivo della ricerca archeologica, eccezion fatta per piccoli seppur importantissimi sondaggi effettuati recentemente nella zona della cattedrale.

## Il periodo etrusco

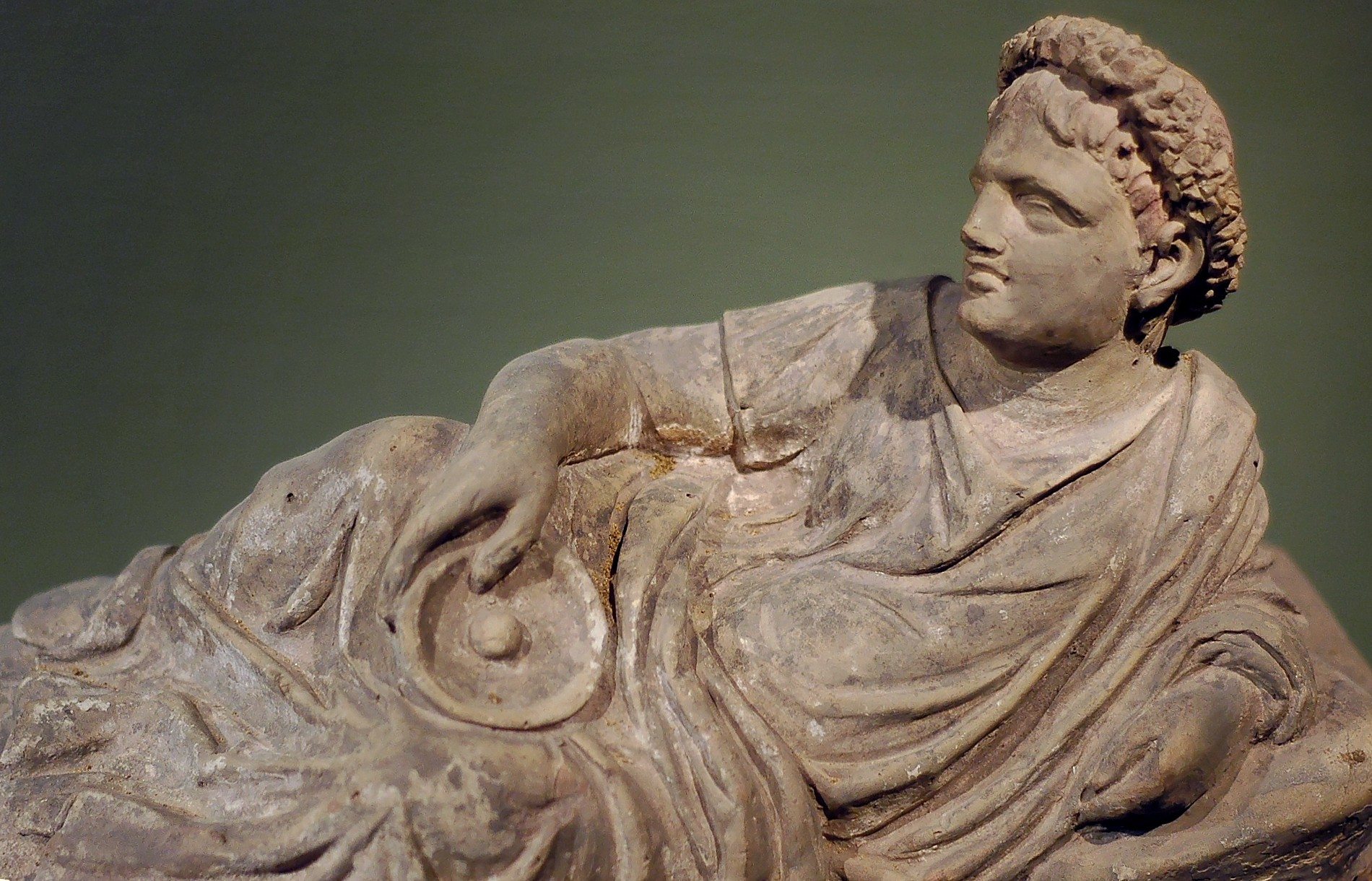
Sarcofago etrusco conservato presso il Complesso museale di Santa Maria della Scala di Siena

Testimonianze del protovillanoviano e del villanoviano sono piuttosto limitate.
È stato autorevolmente sostenuto che il nome di Siena possa derivare dal gentilizio etrusco Saina/Seina, attestato epigraficamente a Montalcino, Chiusi e Perugia.
Gaio Plinio Secondo (Naturalis historia, III, 5, 52) definisce con il termine latino Seniensis una colonia etrusca al pari di Roselle e Sutri.
La presenza etrusca a Siena è comunque attestata da numerosi ritrovamenti archeologici. Per il periodo più antico si segnalano i ritrovamenti di Piazza del Mercato (alcune fibule di bronzo attribuibili all'VIII-VII secolo a.C.), di Palazzo Salimbeni (buccheri, ceramica a vernice nera e ceramica etrusca riferibili ad un periodo tra il VI e il I secolo a.C.) e i recenti scavi effettuati nell'area di Santa Maria della Scala, sul versante meridionale della collina del Duomo (resti di una grande capanna con fondazione in muratura, di buccheri e altra ceramica databili al VII secolo a.C.).
Relativamente al periodo ellenistico si ricordano le necropoli di Campansi (gruppo di tombe ipogee a camera quadrata corredate di ceramica a vernice nera di tipo volterrano, ceramica d'impasto grezzo e ceramica acroma, attribuibili ad un'epoca compresa tra il IV e il II secolo a.C.), di Porta Camollia (gruppo di tombe a camera con ceramica grezza, una moneta e un askos attribuibili al III-II secolo a.C.), di Porta San Marco località Giuggiolo (resti di corredi di età arcaica; tombe ipogee con urne iscritte e ceramica a vernice nera, orecchini d'oro e ceramiche figurate del IV – III secolo a.C.), della Coroncina (ceramica a vernice nera e a figure rosse del IV – III secolo a.C.) e la tomba di Colle Verdina in località Pescaia (a pianta circolare con banchina lungo la parete, corredata di vasi d'impasto e terracotta grezza e un'olla dipinta, attribuibile al II secolo a.C.).
Le testimonianze pervenuteci fanno ritenere che nel territorio senese, anche durante il periodo etrusco più recente, non vi fosse una vera e propria formazione urbana, quanto l'insediamento di strutture per benestanti di un certo prestigio al centro di aree agricole interessate da produzioni importanti.

## Il periodo romano
Il primo insediamento abitato continuativamente vede Siena come avamposto militare romano, la cui formazione - in un'area scarsamente abitata e incuneata nel cuore della Dodecapoli etrusca e, più precisamente, del triangolo costituito da Arezzo-Chiusi-Volterra - potrebbe essere stata favorita dalla volontà romana di controllare direttamente i centri etruschi che, sebbene sconfitti duramente, continuavano ad essere i più potenti della zona.
Il primo documento storico conosciuto riguardante Saena Julia risale all'anno 70 e porta la firma di Publio Cornelio Tacito che, nel IV libro delle sue Historiae, riporta il seguente episodio: il senatore Manlio Patruito riferì a Roma di essere stato malmenato e ridicolizzato con un finto funerale durante la sua visita ufficiale a Saena Julia, piccola colonia militare della Tuscia. Il Senato romano decise di punire i principali colpevoli e di richiamare severamente i senesi a un maggiore rispetto verso l'autorità.
Nell'anno 90 la colonia ottenne la cittadinanza romana, mentre successivamente venne riconosciuta come municipio.
Nel II secolo Siena viene nominata dal geografo Tolomeo, mentre nel quarto compare nella Tavola Peutingeriana.
Alla fine del terzo secolo avviene anche l'evangelizzazione del territorio da parte di Sant'Ansano, conosciuto appunto come "Battezzatore dei Senesi", il quale venne per i fatti punito dalle autorità romane governanti Siena con la prova del fuoco e dell'olio bollente, la carcerazione e infine la decapitazione. Durante il medioevo verrà quindi nominato santo patrono di Siena e il giorno della sua ricorrenza liturgica segnerà (e segna tuttora) l'inizio dell'Anno Contradaiolo

## L'Alto Medioevo

### Il periodo longobardo

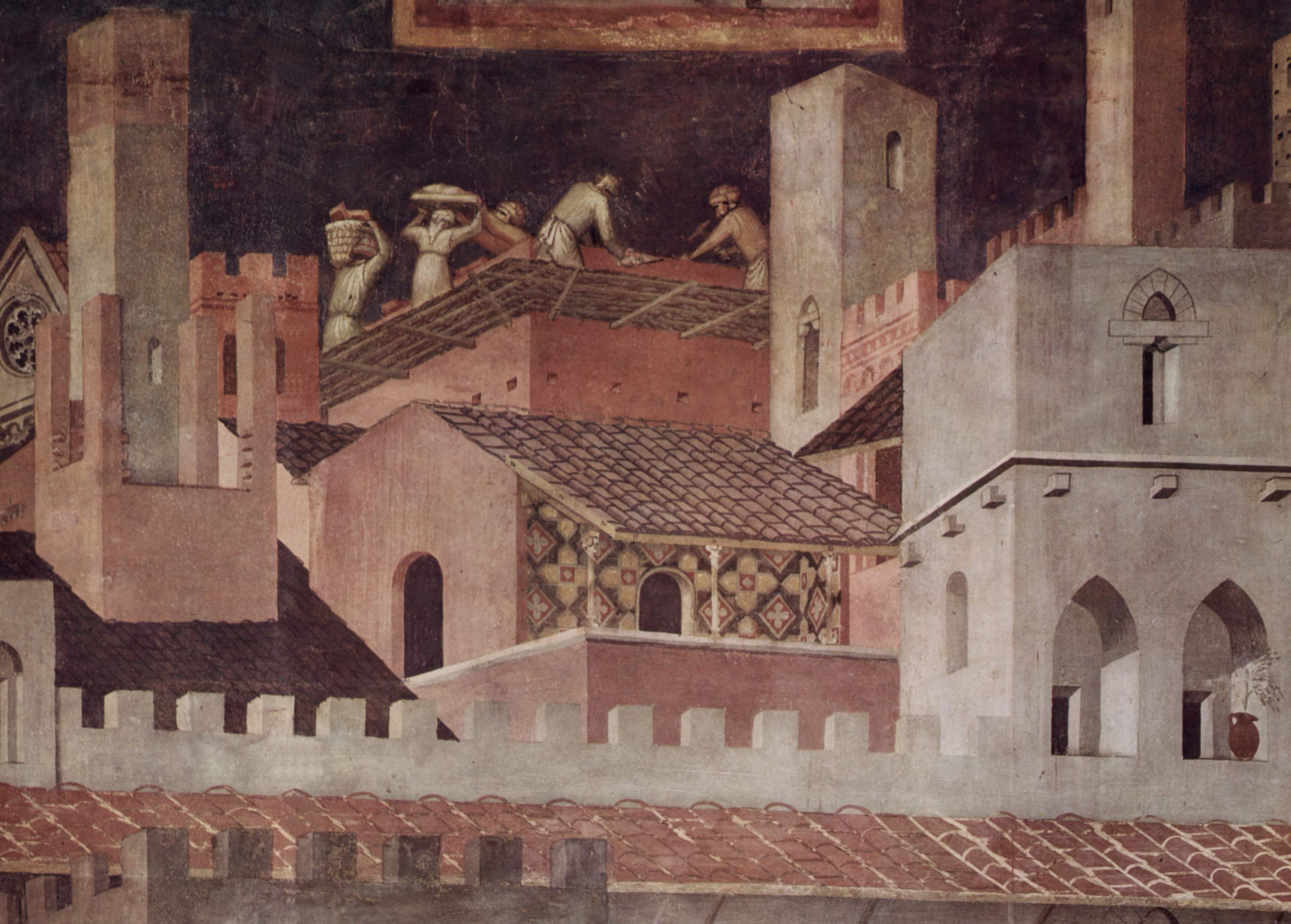
Scene dal Buon Governo di Ambrogio Lorenzetti (Palazzo Pubblico, Siena)

Tra il periodo tardo imperiale e il primo medioevo Siena vede costituirsi la propria diocesi in un territorio ridotto: costretta ancora tra le potenti Volterra ed Arezzo, con l'aggiunta di Fiesole già spalleggiata da Firenze, che la premevano tra la Montagnola a ovest e Montaperti a sud-est.
All'arrivo travolgente dei Longobardi in Tuscia, Siena parve continuare ad essere un centro di natura prevalentemente militare, come ormai da secoli era considerata sia per tradizione che per le sue caratteristiche geografiche. Nel contesto delle guerre longobardo-bizantine Siena era infatti meno esposta agli attacchi imperiali, ottenendo quindi di restare al di fuori del Ducato di Tuscia (con sede a Lucca) ed essere governata da un gastaldo, rappresentante diretto della Corona, che andò a ricomporre le istituzioni devastate dagli sconvolgimenti politici e militari.
È durante il governo di Warnefrit che si ebbero i primi contrasti con la diocesi aretina, con la quale vi fu anche uno scontro armato -
interno quindi ai longobardi stessi - portato dal Gastaldo nei confronti di Arezzo, rea di voler esercitare il controllo su 19 pievi di confine tra il Chianti e Montepulciano che Siena intendeva controllare. I documenti al riguardo presentano un problema continuato nel tempo, con frequenti azioni militari e interventi della Curia Vaticana, cui seguirono ribaltamenti della situazione e spostamenti del confine fino al pieno Medioevo, che non verranno risolti se non in epoche successive.
L'invio a Siena di un rappresentante diretto del potere centrale, quale fu il Gastaldo, risponde probabilmente alla volontà dei Re longobardi di controllare direttamente un territorio come quello senese posto in una zona strategica per il Regno: proiettata verso sud, il confine con i bizantini, la direttrice verso Roma e la nascente via Francigena. A questa esigenza viene incontro anche la fondazione nell'VIII secolo da parte di Re Rachis dell'Abbazia del Santo Salvatore sul Monte Amiata, sita in un punto ancora più avanzato della via Francigena e atto a sviluppare lo sfruttamento della zona e tenere sotto stretto controllo i traffici commerciali.

### Il periodo franco
Nella seconda metà dell'VIII secolo, con l'invasione dell'Italia centro-settentrionale da parte dei Franchi, la posizione di Siena di fatto non mutò nuovamente dal punto di vista strategico. È di questo periodo la fondazione dell'Abbazia di Sant'Antimo, posta in zona chiave tra Montalcino, il corso del fiume Ombrone e importanti vie commerciali di materiali ferrosi e di comunicazione con la zona costiera.
Rimanendo quindi autonoma rispetto a Lucca, il posto del Gastaldo longobardo viene quindi preso da un Conte di nomina reale prima e imperiale poi, dopo l'incoronazione di Carlo Magno quale successore dell'Impero Romano d'Occidente.
Nel 781 viene inquadrata quindi nel Regnum Italicum di Pipino. Si segnalano nell'833 il Conte Adelrat, con i suoi tentativi (non andati a buon fine) di creare un Marchesato comprendente anche Volterra, Chiusi, Firenze, Città di Castello e Arezzo e nell'881 la presenza presso il palazzo del vescovado di una corte giudiziaria presieduta dall'Imperatore Carlo il Grosso.
Nell'865 il Conte Winigi, figlio di Ranieri, si trova a Lucca come messo imperiale con il titolo di comes partibus Tussie, governante Siena almeno nel periodo 867-881.
Sono di questo periodo anche i primi documenti storici che confermano l'esistenza certa della via Francigena, proprio con il riferimento ad un tratto di strada posto nel contado di Chiusi, nel sud del territorio senese. Fu poi successivamente, nel 994 che l'evidenza venne confermata dal famoso Itinerario realizzato da Sigerico di Canterbury, che rammentava ben dieci tappe appartenenti al territorio senese (Siena inclusa, chiamata qui Seocine) tra le ottanta tappe elencate nell'opera; seguito nel dodicesimo secolo dal Leiðarvísir islandese.

Territorio della Repubblica di Siena dal 1125 al 1559

### Il periodo feudale
Tra la fine del IX e l'inizio del XII secolo, con la crisi dell'Impero carolingio la storia di Siena entra in due secoli di relativo disordine. Mentre nel nord della Toscana la Marca di Tuscia cade nelle mani della dinastia dei Canossa, il meridione della regione non conobbe la formazione di un potere forte: nel senese si assistette anzi ad una forte frammentazione dei poteri.
I Conti andarono infatti a tralasciare i doveri pubblici per radicarsi fortemente nel territorio, favorendo la pratica dell'incastellamento e dell'esercizio del dominatus loci, con i residenti nel territorio soggetti al pagamento di tributi e corvée, facilitandone il controllo e l'utilizzo a scopi militari. Allo scopo di conferire legittimità al proprio potere, come d'uso, richiamarono la propria ascendenza ad una nobiltà precedente (solitamente longobarda) e si dettero da fare per la costruzione di punti di riferimento (come il Monastero della Berardenga ad opera della famiglia omonima) e piccole opere di utilità comune per sviluppare l'economia (mulini, forni, ponti, etc). Le famiglie più importanti in questo senso derivarono dalla famiglia comitale dei Berardenghi, tra cui gli Scialenghi (area di Asciano), Guiglieschi (Buonconvento e media valle del fiume Ombrone) e Ardengeschi (area tra Orgia e Civitella Marittima), che andarono a presidiare decine di piccoli castelli sparsi su tutto il territorio.
Questa territorializzazione portò di conseguenza ad una perdita di influenza di Siena sul contado.
In città fu quindi il Vescovo ad acquisire progressivamente alcuni poteri civili e temporali, a partire dal titolo di defensores civitatis, già in mano dal tardo Impero Romano. A lungo andare questa situazione portò addirittura al conferimento, de iure o de facto, del titolo di Conte ai Vescovi stessi, con conseguente pratica di incastellamento e controllo del territorio anche da parte di essi.
Nel 1058, unico caso nella storia del Papato, si compie a Siena l'elezione di Niccolò II.

## La Repubblica di Siena

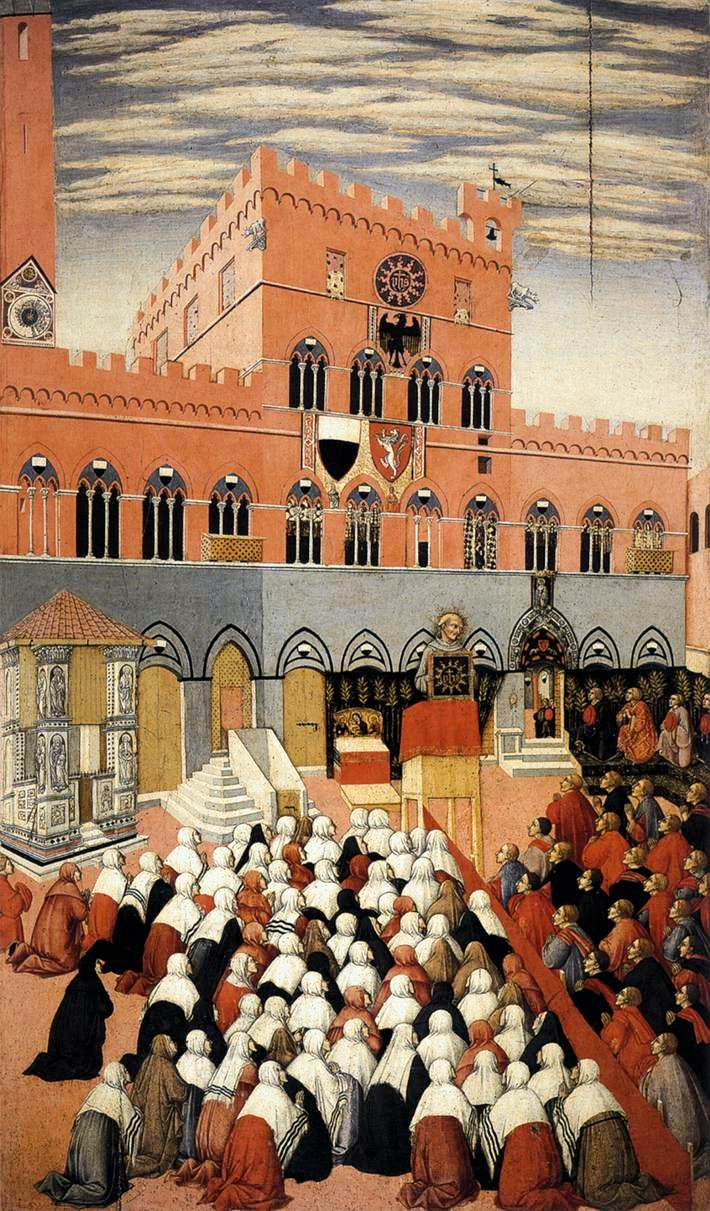
Predica di San Bernardino in Piazza del Campo, dipinto di Sano di Pietro

### Il governo consolare (1125-1199)

#### I primi passi
Nel corso dell'XI secolo maturano finalmente le condizioni che permettono il decollo di Siena. L'intenso sviluppo a cui venne sottoposto, in una molteplicità di punti focali di fatto indipendenti, il territorio senese, unito all'eccellente posizione - al centro di importanti vie commerciali di sale, ferro e transumanza sulla direttrice tra Mar Tirreno e l'interno; e vie di pellegrinaggio che portavano a Roma, nel sud Italia e, di conseguenza, alle proiezioni marittime verso la Terrasanta, prima tra le quali la Via Francigena - e all'incremento demografico, proiettarono la città verso l'ascesa.
Nei primi anni del secolo successivo i fermenti si esplicitano, ripercorrendo l'antica tradizione militare mai interrotta, in una serie di primi eventi guerreschi. Nel 1113 un contingente di soldati senesi viene inviato, nel contesto di un'armata crociata cristiana, a fianco della Repubblica di Pisa nella vittoriosa Spedizione alle isole Baleari contro i musulmani. Due anni dopo, nel 1115, al termine della campagna mediterranea, si ha il primo caso documentato di uno scontro con Firenze, che da questo momento diverrà la nemica tradizionale di Siena. Nel decennio successivo venne concluso con un colpo di mano il secolare dissidio con Arezzo riguardante i confini: nel 1123 il Papa Callisto II concedette nuovamente a Siena le 18 pievi interessate, che ne presero possesso militare l'anno successivo, salvo poi ripassare nuovamente di mano per intercessione del nuovo Papa Onorio II, a seguito della cui decisione si ha notizia di un'accorata arringa del primo Console conosciuto di Siena Macone che guidò l'esercito senese alla distruzione definitiva degli oggetti della contesa e all'annessione dei territori.
Questi non furono che i maggiori eventi di quegli anni, durante i quali fu febbrile l'attività di espansione dei domini del Comune tramite un'astuta politica diplomatica e militare che alternava alleanze, combattimenti e annessioni.
Dal punto di vista sociale si assiste anche ad un'altra rivoluzione riguardante le popolazioni del contado. A cavallo tra la fine del XII e l'inizio del XIII secolo avviene infatti una forte crescita di carte delle franchigie, che garantivano l'applicazione di doveri e tributi ragionevoli e non imposti arbitrariamente, prevedendo inoltre la possibilità di lasciare i campi per la città: una libertà non scontata fino a questo momento nelle regioni ancora d'impostazione feudale o comunque nei mansi agricoli, dove i contadini erano considerati alla stregua di proprietà materiali. Anche in questo caso risulta complice l'attivismo del Comune il quale, subendo la cronica mancanza di manodopera, accoglieva favorevolmente l'arrivo di forestieri e nuovi residenti, alimentando l'abbandono dei vecchi rapporti per dare luogo alla genesi dei primi rapporti contrattuali tra uomini liberi e ottenendo anche la preziosa conseguenza i diminuire l'influenza dei vari signorotti e penetrare nelle loro aree d'influenza.

#### L'adesione al fronte imperiale
Non disponendo delle possibilità materiali (disponibilità di corsi d'acqua in primis) per la creazione di una potente industria manifatturiera, si sviluppa a Siena un'importante attività commerciale, bancaria e finanziaria, che intrattenne buoni rapporti finanziari sia con lo Stato Pontificio che con le grandi potenze europee del tempo. Proprio per via di questo ingresso sulla scena internazionale, divenne impossibile non allinearsi in uno dei due fronti tra quello imperiale e quello papale. Sostenendo la causa ghibellina, partecipò quindi nel 1167 allo schieramento imperiale contro la Lega Lombarda durante la quarta discesa in Italia di Federico Barbarossa, poi alla Battaglia di Legnano nel 1176, per poi ritrovarsi nuovamente contro la guelfa Firenze.
Fu comunque grazie a queste partecipazioni che Siena ottenne il riconoscimento sulla scena politica continentale e importanti concessioni da parte dell'Impero stesso: nel 1180 con grandi cerimonie ottenne dall'Arcicancelliere dell'Impero le cosiddette consuetudini - o diritti pubblici - sul territorio di competenza (che i Comuni della Lega Lombarda ebbero soltanto tre anni dopo, con la Pace di Costanza), la libera elezione dei consoli, nel 1186 il diritto di battere moneta e il privilegio della zecca e molto altro. La maggior parte di questi diritti erano di fatto esercitati già da tempo, ma la garanzia del riconoscimento ufficiale dettero carburante allo sviluppo impetuoso di Siena, che comincia ad esprimere anche un ambiente favorevole alla crescita diplomatica, culturale e artistica. Sono infatti ben conosciute le scuole vescovili e laiche, la formazione delle prime corporazioni (già potente quella di giuristi e notai) e la presenza di ecclesiastici senesi in posizioni di primo piano della Curia papale, nonché di numerosi Papi stessi.
Nel 1197, cogliendo al volo la notizia della morte dell'Imperatore Enrico VI di Svevia e della conseguente guerra di successione, tutti i Comuni e i nobili feudali toscani (eccetto la Repubblica di Pisa e il Comune di Pistoia) siglarono presso San Genesio un patto sulla falsariga della Lega lombarda. Siena, insieme a Firenze, Lucca, San Miniato, i Conti Aldobrandeschi, i Conti Guidi, il vescovo di Volterra e successivamente Arezzo, Prato e Perugia, andò quindi a formare la Lega di Tuscia, con la quale i contraenti si impegnarono a difendersi reciprocamente e stabilirono con precisione la sovranità e i confini territoriali reciproci. Le conseguenze furono enormi ad ogni livello, ma per quanto riguarda Siena grazie ad essi la Repubblica poté conquistare Montalcino, dirimere la questione di Semifonte e arrivare ad una temporanea pace con Firenze con il Trattato di Fonterutoli (1201).

### Il Duecento ghibellino (1200-1269)

#### La potenza mercantile
Nel primo Duecento l'aggressività con cui i senesi contraddistinsero il loro attivismo nel secolo precedente non si spegne, decretando il boom del Comune a tutti i livelli. I mercanti senesi, tra i pionieri in Europa nell'evoluzione di questa nuova figura dell'economia medievale, erano presenti in tutti i maggiori mercati del tempo: Champagne, Brie, Fiandre dove fungevano da intermediari nei grandi commerci di risorse, materie prime e lavorati tra il Nord Europa e il bacino del Mediterraneo realizzando profitti enormi.  La leva che sembra aver promosso la supremazia senese nel commercio pare essere legata all'argento, di cui Montieri, nelle vicine Colline Metallifere, era il maggior produttore europeo . La chiave di volta non è stata tanto però il quasi monopolio di una materia prima, la marca d'argento, cruciale nei rapporti commerciali col vicino oriente, ma nella monetazione, capace di inserire le compagnie senesi in un circolo finanziario di livello internazionale. Fu di questo periodo la creazione della Gran Tavola da parte di Orlando Bonsignori, erede dell'omonima antica famiglia, che assume un'importanza di altissimo livello nel mondo finanziario, costituendo il maggior centro dell'epoca con succursali in tutte le capitali europee e andando a finanziare direttamente i Papi e le Corone di molte nazioni europee, influenzando l'esito di guerre e gli assetti geopolitici del tempo.
Questa massa di profitti fece affluire a Siena, tradizionalmente di povera economia agricola, quelle risorse che permisero lo sviluppo travolgente della città: obbligate dal Comune a risiedere per un certo numero di mesi all'anno nel centro, le grandi famiglie mercantili cominciarono quindi in questo periodo l'erezione di imponenti case-fortezze turrite all'interno delle mura cittadine, che richiamavano i castelli del contado lasciati ai rami stanziali delle proprie famiglie. Tra i primi abbiamo ancora gli Ugurgieri, ma anche Malavolti, Salvani, Salimbeni.

#### La crescita urbanistica e demografica
La nascita di questo proto-capitalismo venne ben compresa dal governo della Repubblica, che riuscì ad operare una politica d'implementazione di questa sorta di nobili-mercanti nelle istituzioni cittadine, dando luogo ad un ceto dirigente eterogeneo in cui erano presenti sia la tradizione guerriera - risalente alle remote origini romane - sia il dinamismo dell'avventurosa economia di questo periodo.
Se queste figure cambiavano il volto della città con i propri palazzi, il Comune da parte sua non fu da meno. La Biccherna, istituzione finanziaria dello Stato, riporta nei suoi registri le grandi opere realizzate dall'amministrazione: la ricchezza circolante dette modo di potenziare e ampliare più volte la cinta muraria; di inglobare l'impetuosa crescita edilizia e demografica; di costruire delle imponenti strutture monumentali di raccolta acque, la cui mancanza Siena ha sempre sofferto, come Fontebranda, Fonte Nuova, Fonti di Pescaia e le minori tra le quali Fontanella e Fontegiusta. Partirono i cantieri da cui sorsero le grandi fabbricerie monastiche: la Basilica di San Domenico (Siena), 1226), la Basilica di San Francesco (Siena), 1228), la Basilica di San Clemente in Santa Maria dei Servi (1255), la Chiesa e convento di San Niccolò del Carmine, secondo un programma urbanistico attentamente studiato dal Comune.
In questo fervore espansivo si nota ancora l'assenza di un Palazzo comunale, fatto piuttosto strano considerata la potenza che andava assumendo la città e il fatto che, a questa data, una struttura come questa compariva ormai da tempo in tutti i Liberi Comuni. L'attività comunale si concentra perciò in locali ottenuti in affitto: la zona era quella dell'attuale Piazza dell'Indipendenza e, più precisamente, presso la Torre dei Mignanelli, posta all'incrocio della divisione in Terzi che la città andava assumendo a causa della particolare conformazione urbanistica a forma di "Y" che si stava formando con l'espansione su colli alternata da valli verdi. Nella stessa area si stabiliscono anche i locali della potente associazione dei mercanti, poco lontano dalla Porta Salaria.
È di questo periodo la fondazione dell'Università degli Studi di Siena. In un documento del 1240 si ha infatti notizia dell'interessamento del Comune nell'assicurare all'istituzione delle strutture per l'insegnamento, attestando quindi un'esistenza anche precedente dell'Università stessa, che già richiamava in città importanti docenti come il medico portoghese Pietro detto Ispano, futuro Papa Giovanni XXI nel periodo 1245-1250, che qui scrisse opere importantissime.

#### Il governo comunale
Il governo di Siena in questo periodo è regolato dalla normativa contenuta nel Costituto, uno statuto periodicamente aggiornato, nel quale si esprimevano indirizzi e legislazioni per il governo della città. Sebbene fortemente inserita nel sistema di potere creato da Federico II di Svevia, che a Siena mantenne come altrove i suoi vicari, il governo cittadino acquista una certa struttura e si intreccia con la complessità che va assumendo il contesto sociale stesso.
A differenza del secolo precedente, dagli inizi del Duecento il comando passa dai Consoli ad un Podestà straniero, seguendo una pratica usuale al tempo, chiamato da una città alleata o comunque amica, di estrazione guerresca (un cavaliere) oppure erudita (un giurista ad esempio), al fine di governare la città in modo imparziale senza favori per nessuna fazione particolare. Il mandato era a tempo limitato, da pochi mesi ad un anno, con il potere di comandare e condurre l'esercito e provvedere all'amministrazione dirigendo il Consiglio Comunale.
Dal 1234 la struttura governativa si fece più complessa, con l'implementazione del cosiddetto Governo dei Ventiquattro alla guida della città, formato da dodici uomini di Popolo e altrettanti di Mercanzia, ghibellini, che rimasero al potere affiancando il Podestà (delegato all'amministrazione della giustizia e manteneva l'equilibrio tra fazioni) fino al 1270.
Nasce quindi nel Duecento la distinzione tra nobili e Popolo. I nobili erano fondamentali per la difesa e l'uso della forza armata in un periodo in cui non esistevano forze militari inquadrate in modo razionale, mantenendo quindi un potere originato e consolidatosi nelle epoche precedenti. Il termine Popolo, invece, cominciava ad indicare non la massa dei cittadini di una nazione, ma l'organizzazione politica che si dettero gli appartenenti alle categorie produttive, inquadrate nelle Corporazioni delle arti e mestieri e nelle Compagnie rionali. Con l'aumentare delle attività commerciali e quindi con l'acquisizione di un'influenza sempre crescente, il Popolo ottenne il riconoscimento di istituzione pubblica della città, comandato da un Capitano del Popolo (anch'egli chiamato dall'estero) con il potere di giudice d'appello alle decisioni del Podestà, un Consiglio del Popolo e un proprio statuto. Metà dei posti del Consiglio Comunale erano riservati ai membri del Popolo stesso. La stratificazione sociale proseguiva con la figura del mercante stesso, che comprendeva sia i grandi mercanti già descritti, ma anche maestri e imprenditori artigiani con laboratori che impiegavano molti dipendenti. Tutti quanti, insieme a lavoratori specializzati e generici di ogni genere di cui la città pullulava per crescere e alimentare ulteriormente la crescita stessa, andavano a costituire le cosiddette Masse, residenti all'interno delle mura ma non necessariamente possessori di cittadinanza (intesa in senso medievale), sebbene privilegiati rispetto agli abitanti del contado. Questi ultimi, che vivevano appunto negli insediamenti urbanistici o nelle campagne su cui il Comune di Siena aveva esteso i diritti di governo, godevano di maggiori o minori benefici basati sul modo in cui erano entrati a far parte della sfera d'influenza di Siena: alcune comunità o castelli erano entrati volontariamente nel dominio senese, altri avevano favorito l'ingresso in zone recalcitranti, altri invece avevano combattuto strenuamente i senesi. In base a questi fattori le varie comunità ottenevano privilegi - in casi eccezionali addirittura la cittadinanza - o, al contrario, un trattamento più duro da parte del Governo senese.
Tutti i rapporti correnti con le comunità interne ed esterne erano riportati formalmente in due registri ufficiali: il Caleffo vecchio e il Memoriale delle Offese. Nel primo, la cui compilazione iniziò nel primissimo Duecento, veniva espresso un resoconto delle modalità d'ingresso delle varie comunità all'interno nello Stato e, soprattutto, patti e accordi siglati con esse. Nel Memoriale si riportavano appunto le "offese", tutti i casi in cui Siena intendeva di aver subito danni materiali o morali. Questo testo in particolare risulta importante per evidenziare l'alto senso di esaltazione da parte della città, dei suoi governanti e cittadini, per la propria identità e libertà, sentimento comune alle altre grandi realtà comunali del centro-nord Italia.

#### L'apogeo
Venuta meno la Lega di Tuscia, la semplificazione dell'assetto geopolitico grazie all'annessione dei centri più piccoli da parte delle forze maggiori, causato da essa, portò al fronteggiamento di quest'ultimi. La strategia geopolitica senese andò a seguire due fronti principali: il primo di consolidamento interno, il secondo di espansione territoriale esterna. Dal punto di vista interno, il governo repubblicano andò ad erodere e cancellare i poteri autonomi e indipendenti che ancora si irradiavano all'interno dei suoi confini nelle vesti degli ultimi signori feudali rimasti in sella (Pannocchieschi, Aldobrandeschi, Salimbeni, Tederighi), consegnando poi quelle aree all'amministrazione di soggetti comunali dipendenti o famiglie fedeli all'ordinamento senese, come gli Amerighi. Al di fuori dei confini, il contesto di fortissima crescita ed espansione dello Stato senese nella Toscana meridionale andò naturalmente a collidere sempre più, dopo episodici scontri che avevano avuto principio all'inizio del XII secolo, con la Repubblica di Firenze, soggetto che andava sempre più divenendo egemone nel nord della regione. Avversarie in campo mercantile e finanziario su tutto lo scacchiere europeo da decenni, Siena e Firenze divennero quindi acerrime rivali anche in quello militare: è forte ad inizio secolo la pressione sulle piazzeforti senesi di Montalcino e Montepulciano, nelle quali erano frequenti le sollevazioni dei guelfi locali istigate dai fiorentini, così come varie scaramucce di confine.
Ad inizio secolo Siena fu alleata di Perugia ed Orvieto, nel 1228 con la Repubblica di Pisa, Pistoia e Poggibonsi.
Nel 1224 conquistò Grosseto e i domini degli Aldobrandeschi.
La tensione andò però aumentando alla metà del secolo, con la morte di Federico II e l'incoronazione a Re di Sicilia del figlio Manfredi. Quest'ultimo, cingendo la Corona senza l'assenso papale, in osservanza dell'idea originale costantiniana prima e federiciana poi che vedeva il capo dell'Impero come vicario diretto di Dio, reggente del potere temporale (e il Papa come esponente delle sole questioni spirituali), si pose in aperta ribellione nei confronti della Chiesa cattolica ufficiale, decretando un punto di rottura per tutto il sistema geopolitico cristiano. La questione andò quindi a fissarsi nell'area toscana, in quanto Manfredi vide in Siena un soggetto strategico per il proprio disegno politico: un cuneo fedele all'Impero posto tra la sede papale e il campione del guelfismo in Italia. Fu per questo, in obbedienza al piano del padre di dare termine alle lotte di fazione e restaurare il potere imperiale su tutta Italia per portare alla pace sociale, che Manfredi si dette da fare per rafforzare il dispositivo militare senese (famose le centinaia di cavalieri pesanti tedeschi inviati).
La situazione, con la continua affluenza di armati da tutta Italia ed Europa verso i due schieramenti, si scaldò fino ad arrivare allo zenit nel 1260, quando un potente esercito guelfo (numericamente attestato tra i trenta e i settantamila armati) si diresse verso Siena, dove si era attestato l'esercito ghibellino, notevolmente inferiore a livello numerico (circa 15-20.000 uomini). Lo scontro, noto come Battaglia di Montaperti, venne combattuto il 4 settembre presso la località di Montaperti e vide i senesi, guidati da Provenzano Salvani, distruggere gli avversari. La battaglia, la più grande di tutta la storia toscana, portò a sconvolgimenti in tutta la Penisola, mentre Siena ampliò notevolmente i propri confini acquisendo Colle di Val d'Elsa, Casole d'Elsa, Talamone e la Maremma meridionale, Poggibonsi, Campiglia d'Orcia, Castiglioncello e Staggia Senese.
Se nel periodo immediatamente successivo Siena, Manfredi e il ghibellinismo ebbero una forza senza precedenti, si ebbe nuovamente da parte dello Stato Vaticano l'ennesima decisione che avrebbe creato grandi turbamenti all'Italia: la richiesta d'intervento del Regno di Francia. La calata di Carlo d'Angiò, che sconfisse e uccise Manfredi nella Battaglia di Benevento e successivamente anche Corradino, provocò la vittoria a catena dei guelfi in tutta Italia a causa dell'estinzione della Dinastia sveva, che attestò per i senesi la sconfitta nella battaglia di Colle del 1269.

### Il Governo dei Nove (1289-1355)

#### La rinascita nel fronte guelfo
Con la sconfitta ghibellina ad opera degli angioini, a Siena venne instaurato un governo di estrazione guelfa: salirono quindi al potere prima il Governo dei Trentasei (1270-1280) e poi il Governo dei Quindici (1280-1288), fino al consolidamento con il Governo dei Nove. Questa magistratura era costituita, appunto, da nove uomini in turnazione di due mesi, scelti fino al 1318 da una commissione formata da Podestà, Capitano del Popolo, Consoli della Mercanzia e i Nove uscenti; successivamente estratti a sorte mediante il metodo dei bossoli. Accanto ai Nove vi era il Consiglio comunale, presieduto dal Podestà (che amministrava anche la giustizia insieme al Capitano del Popolo), la Biccherna e la Gabella. Le magistrature erano occupate ovviamente da guelfi, appartenenti al Popolo, da cui erano esclusi ancora, come in precedenza, i nobili (detti Magnati) che, dal 1277, vennero addirittura inseriti in un elenco nominativo, andando a costituire un preciso ceto sociale che, però, essendo rappresentativo della popolazione, era considerato parte dei Terzi (Siena) e del Consiglio comunale, partecipavano all'Arte della Mercanzia e continuavano a guidare esercito e diplomazia internazionale. Si operò comunque una sorta di contenimento sia della classe nobiliare che di quelle subalterne, la prima perché tradizionalmente ghibellina, le altre per popolare scompostezza, per timore di assembramenti e rivolte popolari, così frequenti in passato. Nel 1310 il Governo dette al Popolo un nuovo ordinamento, suddiviso in compagnie rionali, che con il tempo si stabilizzarono in 42, sotto il controllo dei Gonfalonieri dei Terzi. Vennero inoltre vietati balli e feste non autorizzate, così come riunioni e conventicole di ogni genere; mentre d'altra parte pesanti furono le leggi suntuarie, contro sprechi e lussi sfarzosi che potevano generare invidie.
All'inizio del Trecento ebbe luogo la catena di fallimenti bancari che andò a colpire tutta l'Europa e che provocò anche il tracollo delle potenti famiglie senesi. Gli investimenti vennero perciò dirottati nelle campagne e nella terra, orientando il Governo dei Nove anche ad una forte campagna di conquiste territoriali, in accordo ad una politica di equilibrio con la vicina Firenze, con la quale optarono in questo periodo per una politica di collaborazione: favoreggiamento politico e diplomatico, invio di truppe a supporto vicendevole e decisioni comuni per la stabilizzazione regionale.
La collaborazione ebbe inizio quando, nel 1310, ebbe luogo la discesa in Italia dell'Imperatore Arrigo VII. Essendo questi bloccato nel settentrione per la resistenza impetuosa di alcune città (Cremona e Brescia soprattutto), Siena ebbe il tempo di organizzarsi in lega con Firenze, Lucca e Perugia, sotto la guida del re di Napoli Roberto d'Angiò quale capitano di parte guelfa. Nell'agosto 1313 l'imperatore cinse d'assedio Siena stessa, ma proprio qui si ammalò di malaria per morire a Buonconvento alla fine dello stesso mese.
Condottiero incontrastato della Repubblica in questo periodo fu Guidoriccio da Fogliano, più volte nominato Capitano di Guerra a partire dal 1327, durante la campagna militare in Maremma e costa tirrenica contro pisani e Aldobrandeschi. Nel 1328 Guidoriccio prese Montemassi difesa da Castruccio Castracani e Sassoforte, nel 1331 Arcidosso, Scansano e Massa Marittima, poi l'anno successivo vinse i pisani a Giuncarico. Nel 1333 venne cacciato da Siena, probabilmente per timore del potere e della popolarità che andava acquisendo. Nel 1336 venne definitivamente conquistata Grosseto. Si dette inoltre impeto alle opere di consolidamento: furono fortificate Paganico e Talamone (ottenuto dai monaci del Monte Amiata nel 1303), dove venne potenziato anche il porto, così come iniziarono i lavori di rinforzo alle fortezze di Montalcino e Buonconvento, nonché il completamento delle mura della Capitale della Repubblica.

#### Il Gotico senese
È durante il Governo dei Nove, peraltro conosciuto come Buongoverno, che comincia il periodo più ricco e prolifico per l'arte nella Repubblica. Se gli aspetti più impressionanti dei due secoli precedenti sono costituiti dalle grandi opere d'utilità comune, dalle grandi porte alle fonti, questo periodo è contrassegnato dalla grande arte visiva della Scuola senese, che si mette in diretta concorrenza ancora una volta con Firenze e le creazione giottesche, e dell'Oreficeria artistica senese. Sono operanti tra la fine dei Duecento e tutto il Trecento fino alla Grande Peste i pittori Duccio di Buoninsegna, Simone Martini, Pietro e Ambrogio Lorenzetti, lo scultore Tino di Camaino e i lasciti della facciata e degli interni alla Cattedrale di Giovanni e Nicola Pisano, che si rendono ambiti in tutta la Cristianità.
Nel 1310 il governo si insedia finalmente nel nuovo Palazzo Pubblico, in quella Piazza del Campo già utilizzata per pugna, Gioco dell'Elmora e Giochi di San Giorgio dove viene inoltre terminata la forma a conchiglia. Processioni e manifestazioni di stampo religioso avevano invece luogo nella Piazza del Duomo, stante la divisione degli spazi - oltre che dei ruoli - tra potere civico ed ecclesiastico, nonostante lo Spedale di Santa Maria, ormai in mano al Comune, con le sue grance e ospedali sparsi su tutto il territorio della Repubblica e anche all'estero, nonché la fornitura di servizi bancari ai pellegrini, che facevano affluire una quantità enorme di denaro nelle casse statali.
È dello stesso anno, dopo un lungo lavoro di stesura, l'entrata in vigore del nuovo Costituto del Comune in lingua volgare, il più esteso del tempo e primo in assoluto non in latino. La sua realizzazione, di grande valore, giunge come spesso accade a causa di eventi non edificanti: era avvenuto di recente il fallimento della Gran Tavola dei Buonsignori, altre bancarotte e grandi scandali in cui banchieri senesi e fiorentini erano stati coinvolti nelle grandi corti europee. Il nuovo documento, che andava a riprendere norme già esistenti nei Costituti precedenti fino all'ultimo del 1262, recava al suo interno normative appunto tradizionali ma anche di nuove per ovviare alla congiuntura del periodo e tentare di arrestare la fase negativa in atto.

#### La caduta dei Noveschi
A metà del Trecento si susseguirono in pochi anni gli eventi che portarono alla caduta del Governo dei Nove. Nel 1348 anche Siena venne colpita gravemente dalla Peste Nera, dimezzandone letteralmente la popolazione che, già portata allo sfinimento negli anni precedenti dalla montante corruzione dei magistrati di Biccherna e alti magistrati finanziari della città, cominciò a sollevarsi contro i Noveschi. Questi non seppero far altro che impiegare un esercito mercenario per la repressione dei ribelli, causando numerose uccisioni e il saccheggio della città nell'estate del 1354. I disordini continuarono perciò fino all'anno successivo quando, con l'arrivo di Carlo IV di Lussemburgo, una rivoluzione al grido di "Morte ai Nove e viva l'Imperatore" pose fine alla comunque positiva esperienza Novesca, che donò alla Repubblica un periodo di straordinaria stabilità, progresso e prosperità eccezionali per il periodo.

### Instabilità politica (1355-1399)
Il susseguirsi di gravi epidemie, insieme ad una grave crisi economica, portò la comunità senese esclusa dal governo a ribellarsi. I Nove vennero sostituiti nel 1355 da un Governo dei Dodici. Da questo governo sono ancora esclusi i magnati, i quali devono rinunciare alle cariche politiche ma vi sono ulteriori modifiche introdotte da questo nuovo regime: l'esclusione dal governo e dall'eleggibilità per chiunque abbia partecipato alla precedente esperienza politica (dal governo dei nove), la cui esclusione è allargata anche alle famiglie d'appartenenza; tutto questo garantiva una maggiore partecipazione politica da parte del popolo, allargando la base di eleggibilità e la possibilità di turnazione alle cariche pubbliche. Anche questo governo, tuttavia, ha vita breve: nel 1368 Carlo IV si trovava nuovamente a Siena e una coalizione di famiglie magnatizie destituì la magistratura dei dodici e sorse il breve Governo dei Tredici, un sorta di dittatura nobiliare composta da dieci nobili e tre rappresentanti del popolo; rimasero in carica per tre settimane. Quindi nel 1369 fu istituito il Governo dei Quindici, composto da noveschi, dodicini e Riformatori. Nel 1371 Nove e Dodici furono estromessi dalla compagine di governo, che restò nelle sole mani dei Riformatori, appartenenti agli strati più bassi della popolazione urbana. Il regime dei Riformatori durò fino al 1385 e fu rovesciato da una sommossa in cui si unirono nobili, noveschi e le frange popolari non incluse nei Riformatori. Dal 1385 al 1399 il governo di Siena fu affidato ai priori (dapprima dieci, poi undici, infine dodici).

### I Visconti (1399-1404) - L'autonomia e la Signoria cittadina (1487-1525)
Dopo una brevissima parentesi durata appena cinque anni sotto la signoria dei Visconti (1399-1404), Siena riprese la propria autonomia. Intanto, nel 1471, un trattato tra la Repubblica di Siena e la Contea di Santa Fiora sancì l'alta sovranità della prima sulla seconda, lasciandola comunque indipendente. Il mutato scenario quattrocentesco fece sì che anche Siena avesse la sua signoria dal 1487 al 1525, con Pandolfo Petrucci ed i suoi discendenti Borghese (1512-15), Raffaello (1515-22), Francesco (1522-23) e Fabio (1523-25). Anche questa esperienza sarà effimera e con il 1525 si registrò un ritorno alle antiche istituzioni repubblicane.

### La fine della Repubblica e la Guerra di Siena
Durante le Guerre d'Italia (1494-1559) franco-spagnole la Repubblica di Siena venne coinvolta nel conflitto che vide le due potenze contendersi la supremazia sull'Italia. Pur riuscendo a destreggiarsi abilmente nel primo periodo delle stesse, dopo la morte di Pandolfo Petrucci lo Stato entrò in una fase caratterizzata da lotte intestine e perdita di competitività commerciale, che lo portarono ad indebolirsi fortemente. Il tentativo da parte dell'Impero spagnolo (a partire dal 1540) di costituire un protettorato permanente nel territorio senese, con l'invio di una guarnigione stabile, provocò l'innalzarsi della tensione fino alla sollevazione popolare (26 luglio 1552) conseguente alla costruzione della Cittadella fortificata. I senesi aprirono le porte della città ad un esercito franco-senese, che assediò gli spagnoli nella fortezza fino alla loro cacciata dopo una mediazione dei Medici. Nel febbraio 1553 gli spagnoli ripresero le ostilità al comando di García Álvarez de Toledo y Osorio, Viceré di Napoli, che dovette ritirarsi a causa dell'invasione degli Ottomani, alleati di senesi e francesi. L'anno successivo Carlo V offrì il comando a Cosimo de' Medici, fornendogli un possente esercito formato da vari contingenti imperiali di spagnoli, tedeschi ed ungheresi, con il quale il comandante Gian Giacomo Medici di Marignano assediò Siena e saccheggiò il contado. I senesi, comandati da Piero Strozzi e Biagio di Monluc, resistettero a lungo riuscendo anche ad infliggere dure sconfitte alla coalizione imperiale, come l'annientamento dell'esercito di Ridolfo Baglioni nella Battaglia di Chiusi, le scorrerie nel viareggino e l'invasione del Val d'Arno, ma alla fine vennero sopraffatti dalla preponderante superiorità numerica avversaria per cedere nella Battaglia di Scannagallo (2 agosto). L'assedio di Siena durò altri otto mesi, con numerosi atti d'eroismo come quello del Fortino delle donne senesi, fino alla resa per fame il 17 aprile 1555. I negoziati stabilirono il rientro della Repubblica sotto le insegne imperiali, il perdono generale e la possibilità di lasciare la città per chiunque avesse desiderato farlo. L'opportunità venne colta dall'esercito, con i suoi comandanti e centinaia di uomini, che raggiunsero la Val d'Orcia ed organizzarono l'estrema difesa con l'istituzione della Repubblica di Siena ritirata in Montalcino, che resistette anche alla morte di Carlo V ed al termine delle Guerre d'Italia.

## Il dominio mediceo e il Granducato di Toscana

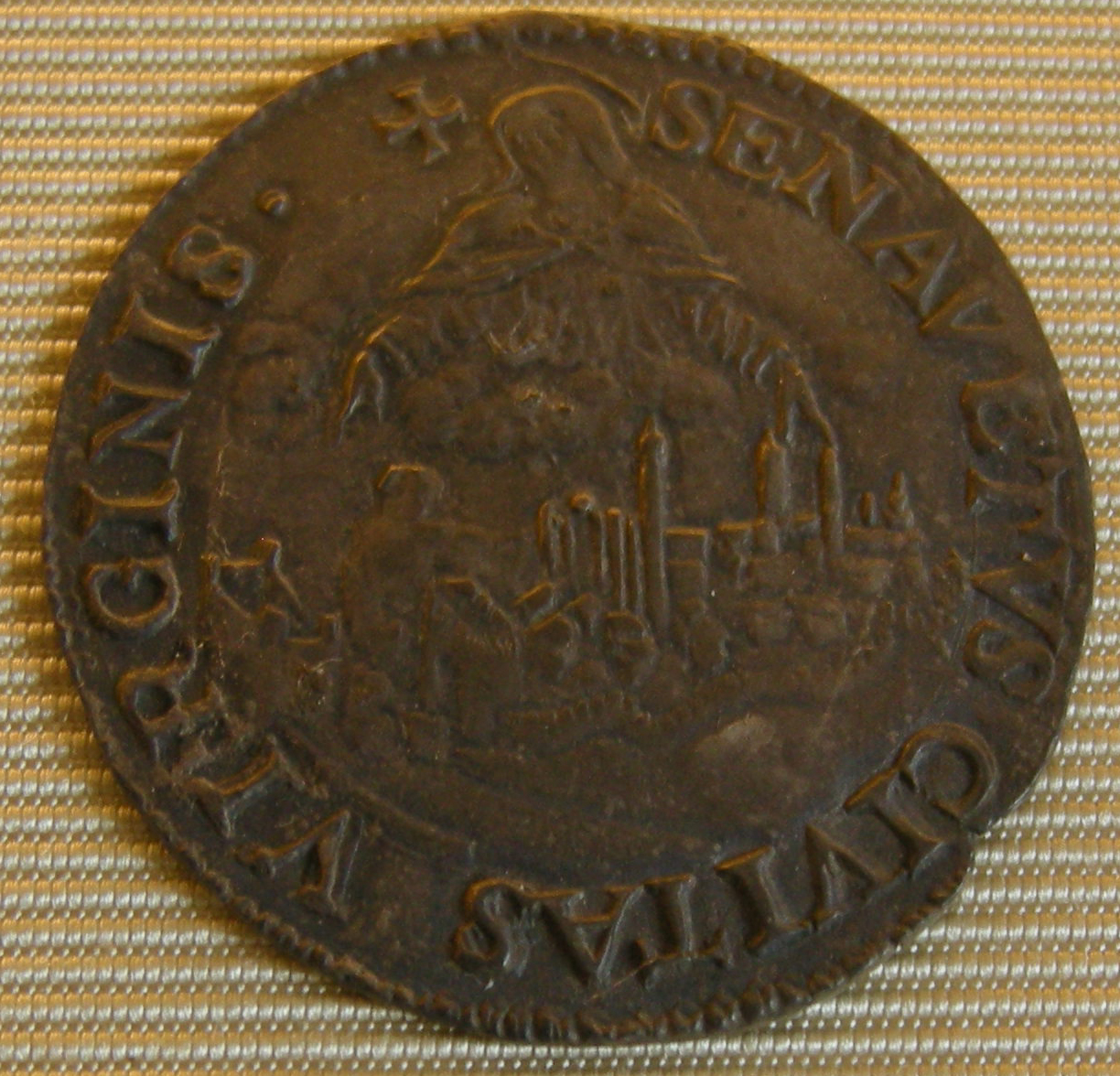
Giulio di Cosimo I con veduta della città di Siena (1557-1568)

A causa del suo inquadramento all'interno delle Guerre d'Italia, combattute ininterrottamente per 65 anni tra Regno di Francia da una parte e schieramento imperiale ispano-germanico dall'altra, la Guerra di Siena e il destino della Repubblica vennero sanciti dalle stesse.
Il Trattato di Cateau-Cambrésis che pose fine ai combattimenti sul suolo italiano, infatti, stabilì il passaggio dei territori senesi direttamente nelle mani di Cosimo de' Medici (e non dei fiorentini) in qualità di feudo nobile, a causa degli ingenti debiti di cui Filippo II si era fatto portatore nei confronti della casata fiorentina e del forte apporto fornito dai signori di Firenze alla coalizione. L'unica eccezione fu costituita dalla fascia costiera maremmana e, in particolare, dai porti di Orbetello, Talamone, Porto Ercole, Monte Argentario e Porto Santo Stefano, che andarono a formare lo Stato dei Presidi, sotto controllo diretto del Viceré di Napoli e utilizzato dagli spagnoli per controllare i protettorati italiani.

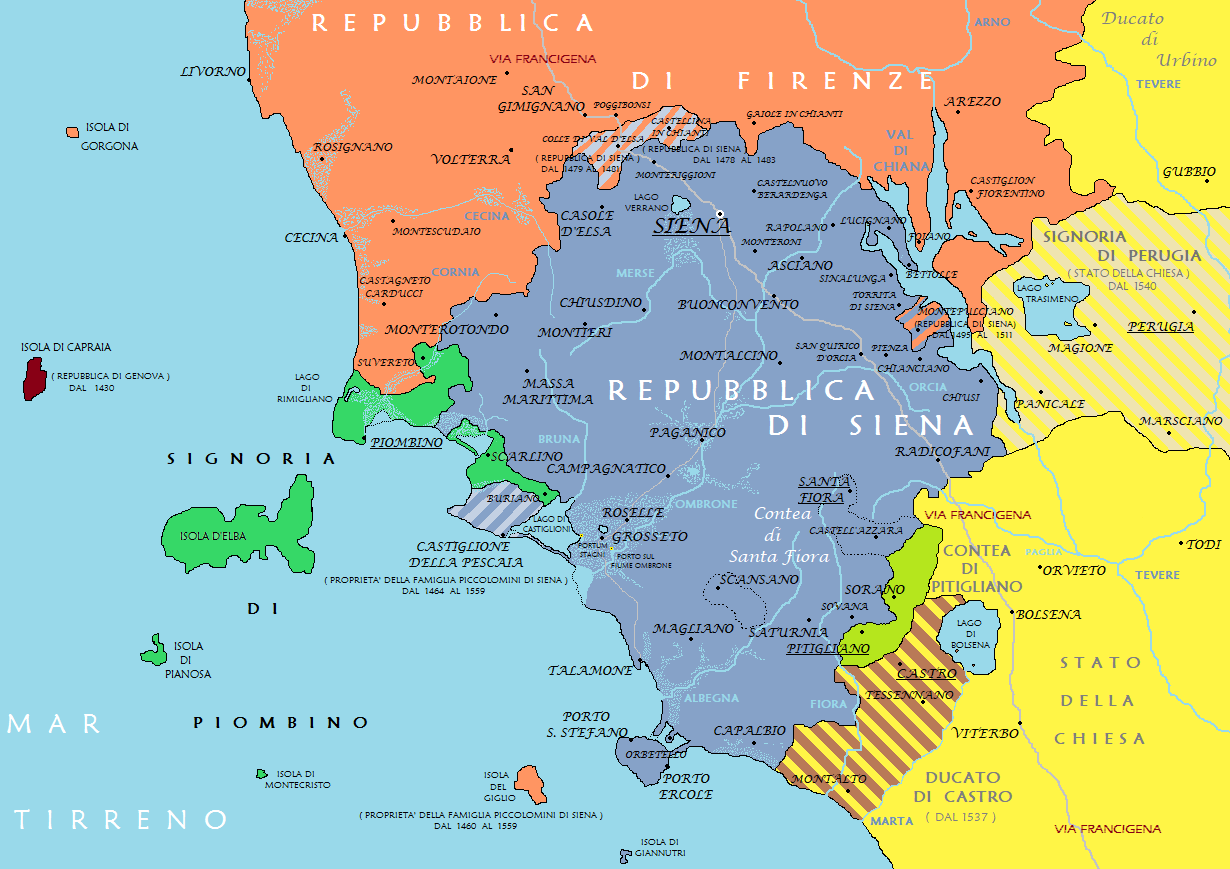
Repubblica di Siena tra XV e XVI secolo

Cosimo si trovò quindi ad essere contemporaneamente Duca di Siena e Duca di Firenze, con titoli indipendenti l'uno dall'altro. La situazione ambigua venne risolta soltanto il decennio successivo (1569) da Papa Pio V che, con l'emissione di un'apposita bolla, conferì a Cosimo il titolo di Granduca di Toscana, superiore al precedente titolo ducale e latore di dignità sovrana da ogni potenza esterna sui territori controllati.
In base a questa nuova organizzazione, il Granducato di Toscana venne formalmente costituito dal Ducato di Firenze (detto lo Stato vecchio) e dal Ducato di Siena (detto lo Stato nuovo), al quale vennero concessi un'amministrazione e magistrature autonome (un Duca e un auditore generale), sebbene gradite ai sovrani regionali.
Tra il XVII e il XVIII secolo Siena divenne una delle mete più ambite del Grand Tour dei giovani appartenenti alle élite culturali e politiche di tutta Europa, i quali trovavano però sotto i propri occhi una città tranquilla e assonnata, molto distante dalla vitalità che l'aveva contraddistinta solo fino a due secoli prima. Un certo fervore e accenni di rinascita si mostrarono attorno alle strutture culturali: l'Università degli Studi, le accademie di fondazione cinquecentesca, che permisero una certa vitalità e il permanere di Siena all'interno del circuito internazionale, evitandone la totale decadenza.
In ambito artistico furono attivi in questo periodo i pittori Rutilio Manetti (affreschi in San Bartolomeo) e il Nasini, insieme ad una famiglia di scultori di Cortona, i Mazzuoli, che lasciarono numerose opere.

## Il periodo napoleonico
Tra il 1799 e il 1800, durante la prima occupazione francese, Siena si rese protagonista assieme ad Arezzo dei moti antigiacobini del Viva Maria, in cui alcuni fuoriusciti da Arezzo al grido di "Viva Maria" assaltarono la Sinagoga, prelevarono tutti gli ebrei in preghiera e li arsero vivi in Piazza del Campo.
Pochi mesi più tardi, durante la seconda campagna d'Italia condotta da Napoleone, Siena divenne capoluogo del Dipartimento dell'Ombrone.

## L'Unità d'Italia
Siena partecipò convintamente alle guerre del Risorgimento, per le quali partirono numerosi volontari. Cospicuo il numero di quelli che si batterono a Curtatone.
Nel 1859 fu la prima città della Toscana a votare a favore dell'annessione al Regno d'Italia. Durante i decenni successivi, soprattutto tra le due guerre, Siena conobbe una rinascita grazie alla sua forza nel settore manifatturiero e alla crescita dell'Università.
Da ricordare nell'Ottocento i pittori Alessandro Franchi, Pietro Aldi e Cesare Maccari. Nell'ambito della scultura furono preminenti Giovanni Duprè e Tito Sarrocchi, importante per l'opera filologica di rifacimento delle statue di Fonte Gaia, deteriorate dal tempo (visibili ai piani inferiori del Santa Maria della Scala).

## Il periodo contemporaneo
Durante la Prima Guerra Mondiale, i lampioni che si trovavano nella Piazza del Campo furono fusi e riutilizzati come armi.
Durante la Seconda Guerra Mondiale, dopo l'istituzione della Repubblica di Salò, Siena fu liberata il 3 luglio 1944 da truppe americane e francesi impegnate nella Campagna d'Italia.
Nel 1995 il centro storico diventa patrimonio dell'umanità dell'UNESCO